# Khách sạn Sosan
Khách sạn Sosan là một khách sạn nằm ở thủ đô Bình Nhưỡng, Bắc Triều Tiên. Nó có chiều cao khoảng 338,28 foot (103,11 m), cao 30 tầng và có 510 phòng. Nó được xây dựng vào năm 1989. Nằm cách nhà ga khoảng 4 kilômét (2,5 mi), được điều hành bởi công ty du lịch thể thao của Bắc Triều Tiên. Khách sạn này có một sân gôn.
Khách sạn được cải tạo vào năm 2015 để kỷ niệm 70 năm Ngày thành lập Đảng Lao động Triều Tiên.